# Casino Knokke
El casino Knokke es un casino frente al mar en la ciudad de Knokke, en la comunidad administrativa Knokke-Heist, en la provincia de Flandes Occidental de Flandes, Bélgica. Es el más grande de los diez casinos de Bélgica, siendo conocido por la obra de Keith Haring, René Magritte y Paul Delvaux.
Es el primero de los cuatro casinos, en diferentes ciudades belgas, diseñados por Léon Stynen. El edificio, construido en 1929-1931, fue severamente dañado durante la Segunda Guerra Mundial. La renovación posterior permitió a Magritte maestro surrealista, crear un mural gigante de 360°, terminado en 1953, que comprende ocho paneles llamados «El dominio encantado». 